# Comitato scientifico per la ricerca in Antartide
Il Comitato scientifico per la ricerca in Antartide (SCAR dall'inglese Scientific Committee on Antarctic Research) è una sezione dell'International Council for Science (ICSU).

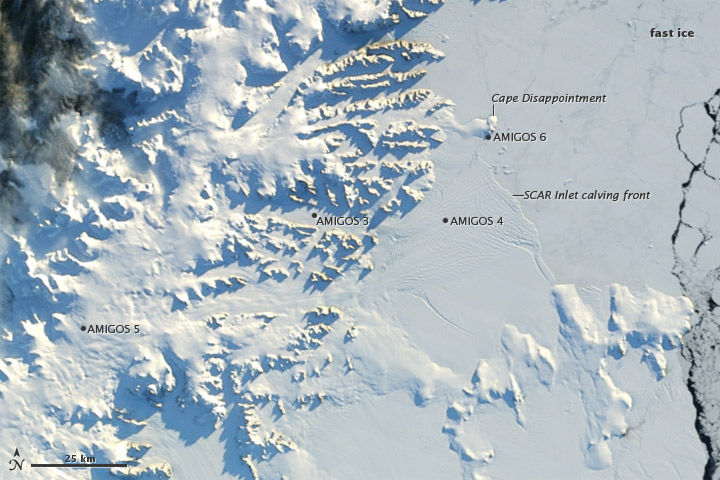
Il fronte di distacco nell'Insenatura SCAR, che prende il nome dallo Scientific Committee on Antarctic Research. Il fronte è quello che rimane dopo il disgregamento, nel 2002, della più vasta piattaforma di ghiaccio denominata Larsen B.

## Storia
Il Comitato è stato fondato nel febbraio del 1958 con il fine di proseguire il coordinamento internazionale delle attività scientifiche in Antartide che aveva avuto inizio durate l'Anno geofisico internazionale nel 1957-58. Lo SCAR ha il compito di promuovere, sviluppare e coordinare le attività di ricerca scientifica nella regione Antartica. L'attività scientifica dello SCAR è portata avanti dai suoi gruppi scientifici permanenti. Lo SCAR fornisce inoltre consulenze scientifiche agli Antarctic Treaty Consultative Meetings e ad altre organizzazioni su questioni relative a scienza e conservazione che riguardano la gestione dell'Antartide e dell'oceano Antartico. In tale veste di consulente, il Comitato ha espresso numerose raccomandazioni su diversi argomenti, alcune delle quali sono state considerate nello sviluppo del trattato Antartico.

## Attività
Lo SCAR si riunisce ogni due anni per discutere della gestione amministrativa nello SCAR Delegates Meeting. Un comitato esecutivo eletto dai delegati e composto da un presidente e quattro vice-presidenti si occupa dell'amministrazione quotidiana dello SCAR attraverso la sua segreteria presso lo Scott Polar Research Institute a Cambridge, Inghilterra. La segreteria si compone di un direttore esecutivo, un ufficiale esecutivo e di un assistente amministrativo.
Prima di ogni Delegates Meeting, lo SCAR organizza una conferenza (la Open Science Conference) per discutere e porre l'attenzione su questioni inerenti all'Antartide ed effettua tutta una serie di riunioni con i vari gruppi scientifici permanenti al fine di delineare programmi di ricerca da sottoporre poi all'approvazione dei delegati.
Nel 2002 lo SCAR ha ricevuto il prestigioso premio Principessa delle Asturie per la cooperazione internazionale.

## Medaglie
Dal 2006, con cadenza biennale, lo SCAR assegna tre medaglie per premiare l'eccellenza della ricerca nell'Antartide e nell'oceano Antartico ed il servizio offerto alla comunità di ricerca internazionale Antartica.
In particolare le medaglie sono assegnate per la "Eccellenza nella ricerca Antartica", per il "Coordinamento scientifico internazionale" e per i "Grandi risultati ottenuti", quest'ultima prende il nome di medaglia del Presidente.
 La premiazione è effettuata durante la conferenza che lo SCAR organizza prima di ogni Delegates Meeting e vuole essere un riconoscimento per coloro i quali rappresentano il meglio della comunità scientifica Antartica e che rappresentano un modello per le future generazioni.